# رشاد جوليس
رشاد جوليس (بالإنجليزية: Rashad Jules)‏ (24 يونيو 1992 - ) هو لاعب كرة قدم باربادوسي في مركز الوسط.

## وصلات خارجية
- رشاد جوليس على موقع قاعدة بيانات كرة القدم.إي يو (الإنجليزية)
- رشاد جوليس على موقع ناشيونال فوتبول تيمز (الإنجليزية)